# 土耳其軟糖

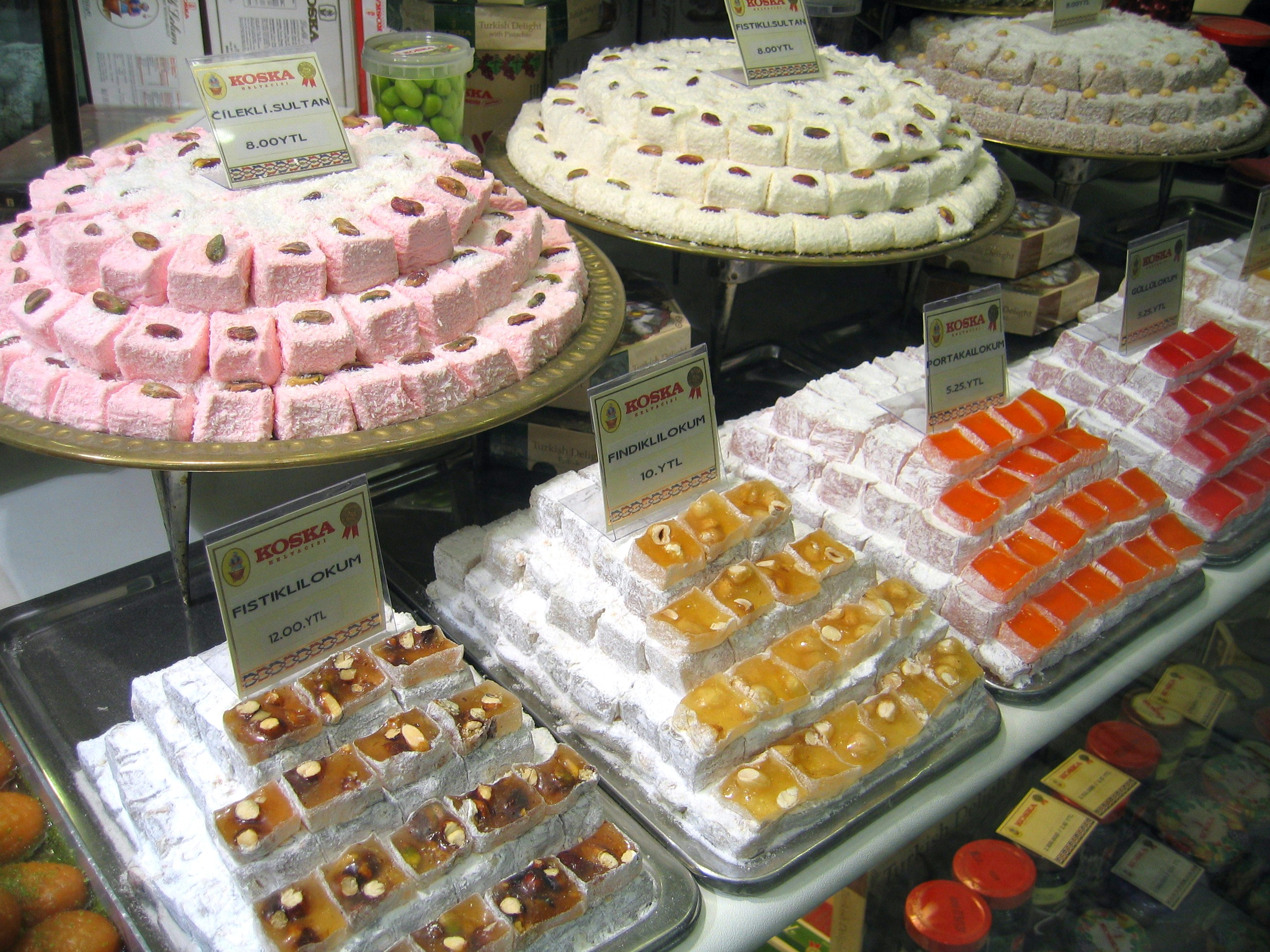
伊斯坦堡店鋪裡的土耳其軟糖展示

土耳其軟糖（土耳其語：Lokum）是以澱粉與砂糖製成的土耳其甜點。
通常以蔷薇水、洋乳香與檸檬調味；蔷薇水賦予了其淡粉紅的色澤。土耳其軟糖呈膠狀，質地柔軟有彈性、類似果凍，且帶有一定的黏稠度，通常包裝精美，並製成小正方體、撒上糖粉或椰仁乾以避免沾黏。有的土耳其軟糖會添入微量堅果，如開心果、榛果或核桃。肉桂與薄荷也是較為普遍的口味。生產過程中，可能會添加石鹼草等添加劑，做為乳化劑。部份土耳其軟糖加入蜜糖，使軟糖有更多口味上的變化。lokum一词来源于阿拉伯语，意为“喜悦”。

## 历史

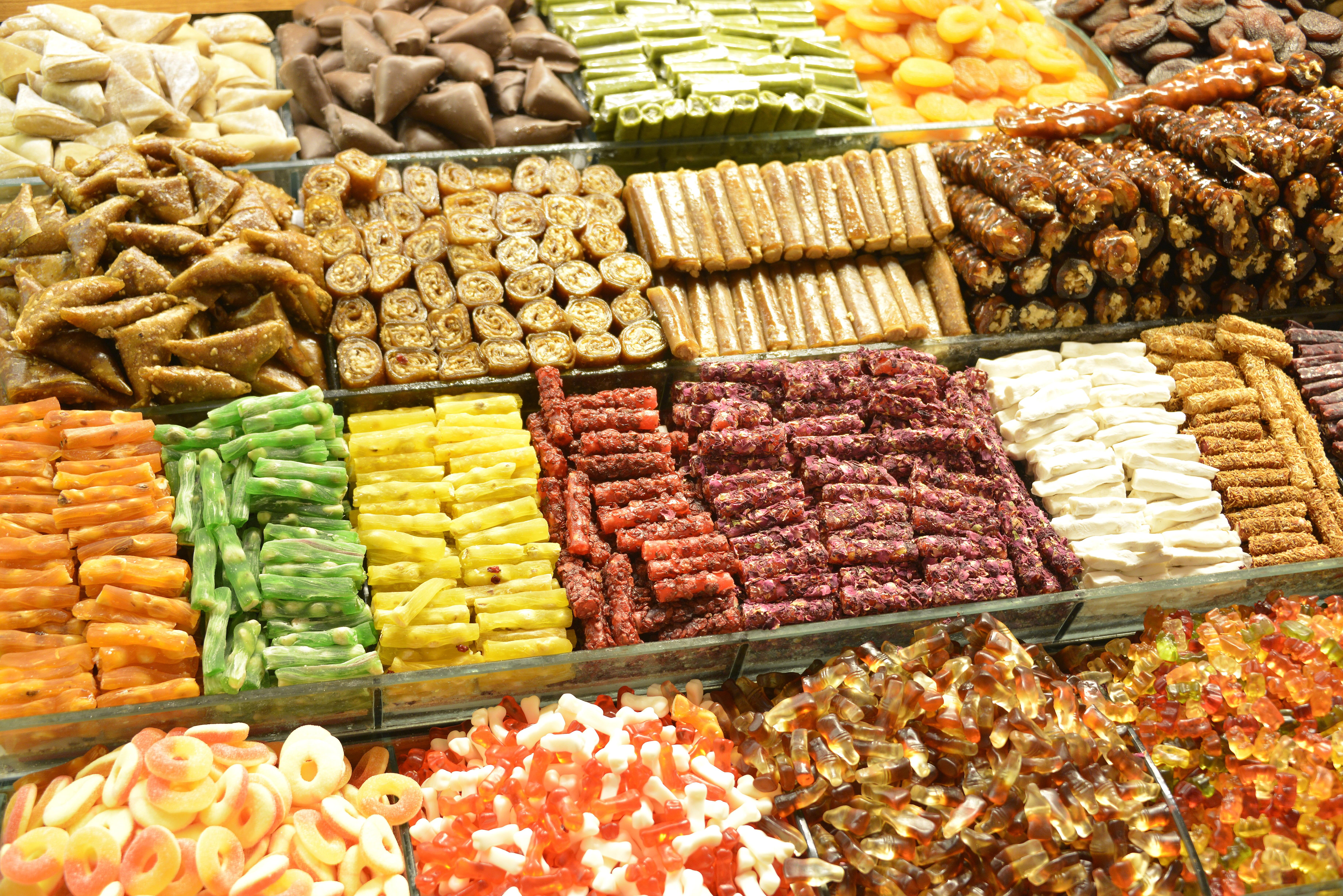
伊斯坦布尔香料巴扎售卖的土耳其軟糖

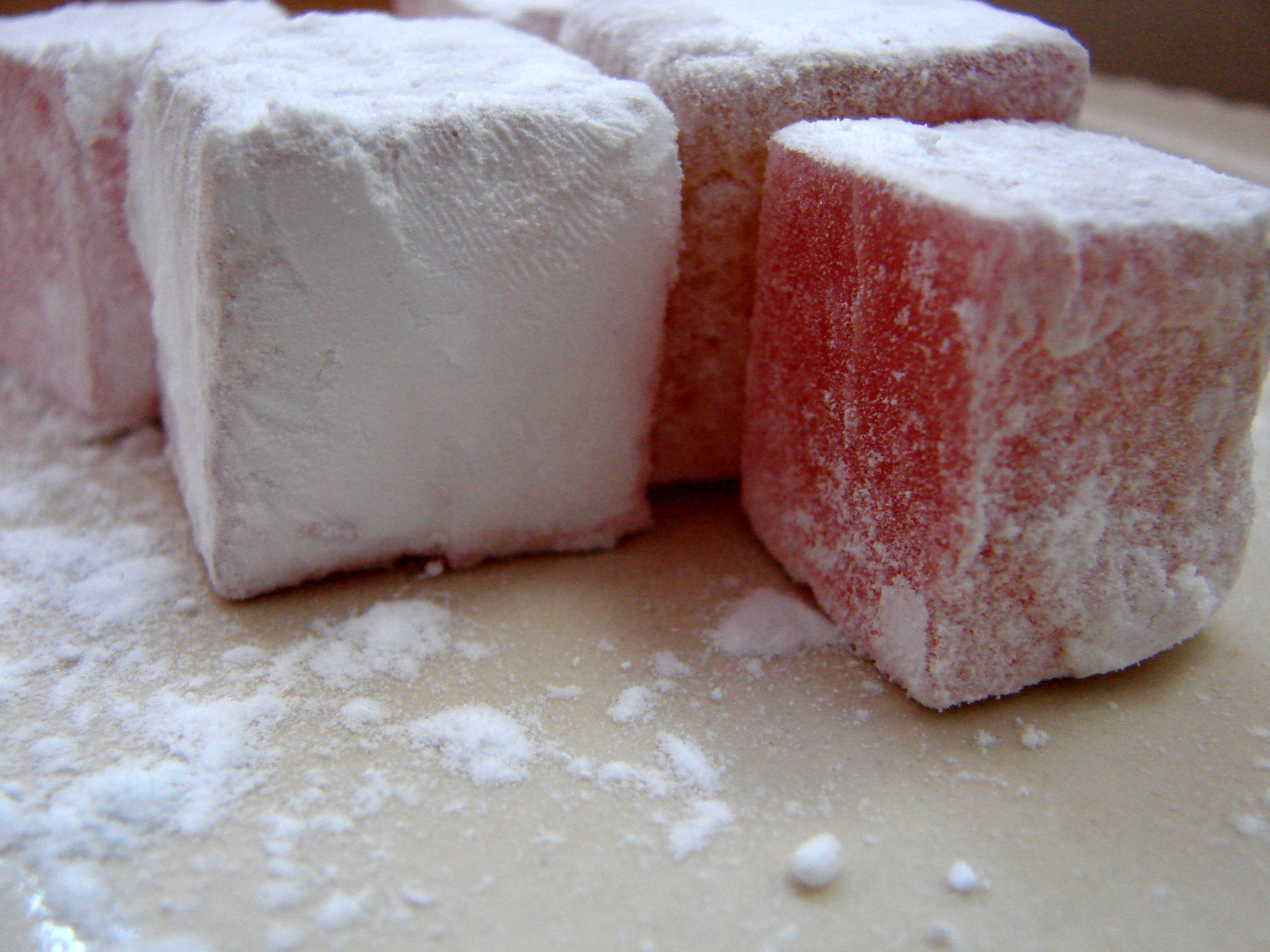
蔷薇水口味的土耳其軟糖

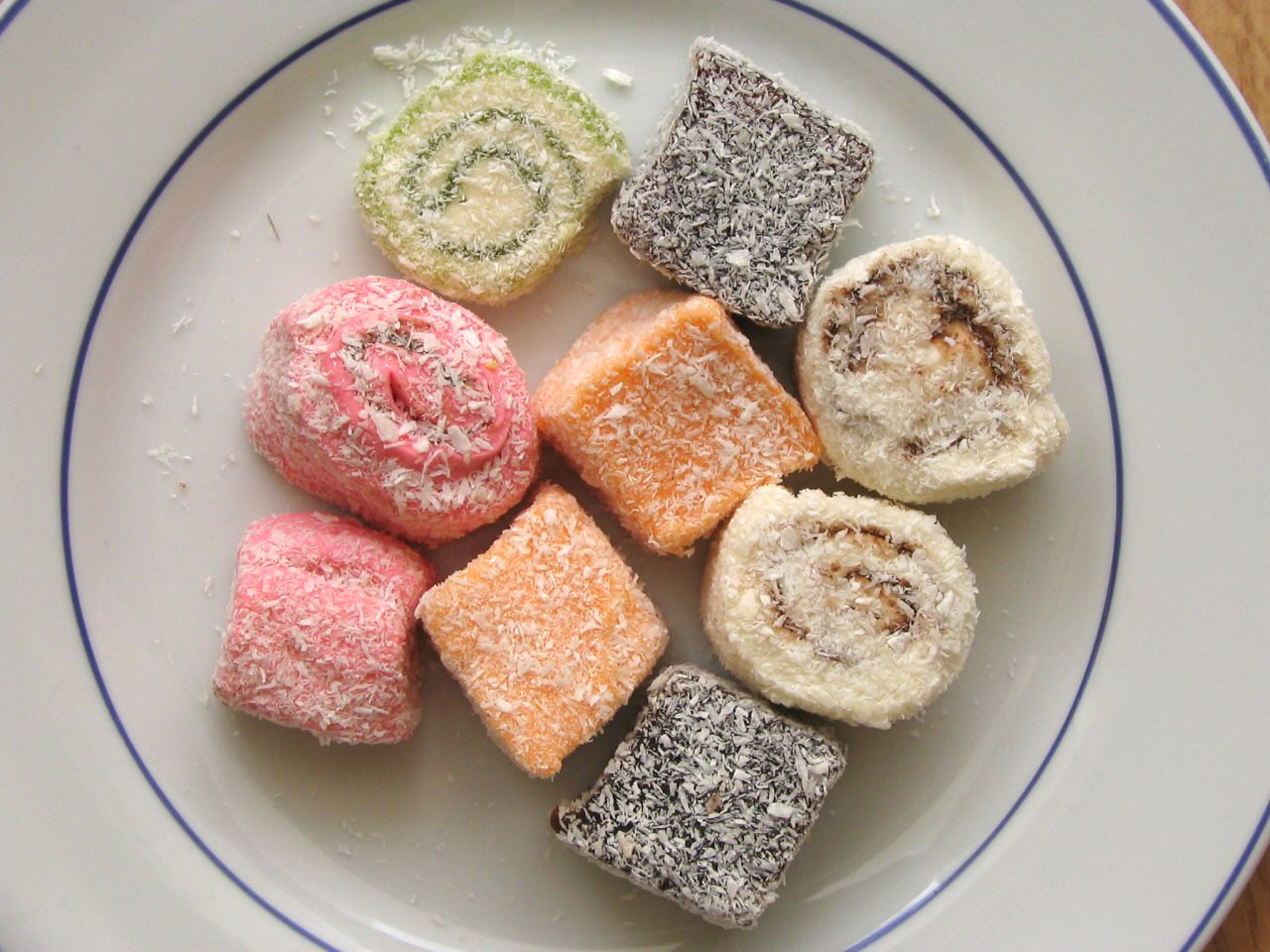
盛盤的土耳其軟糖Several Turkish Delight variants prominently featuring dried coconut

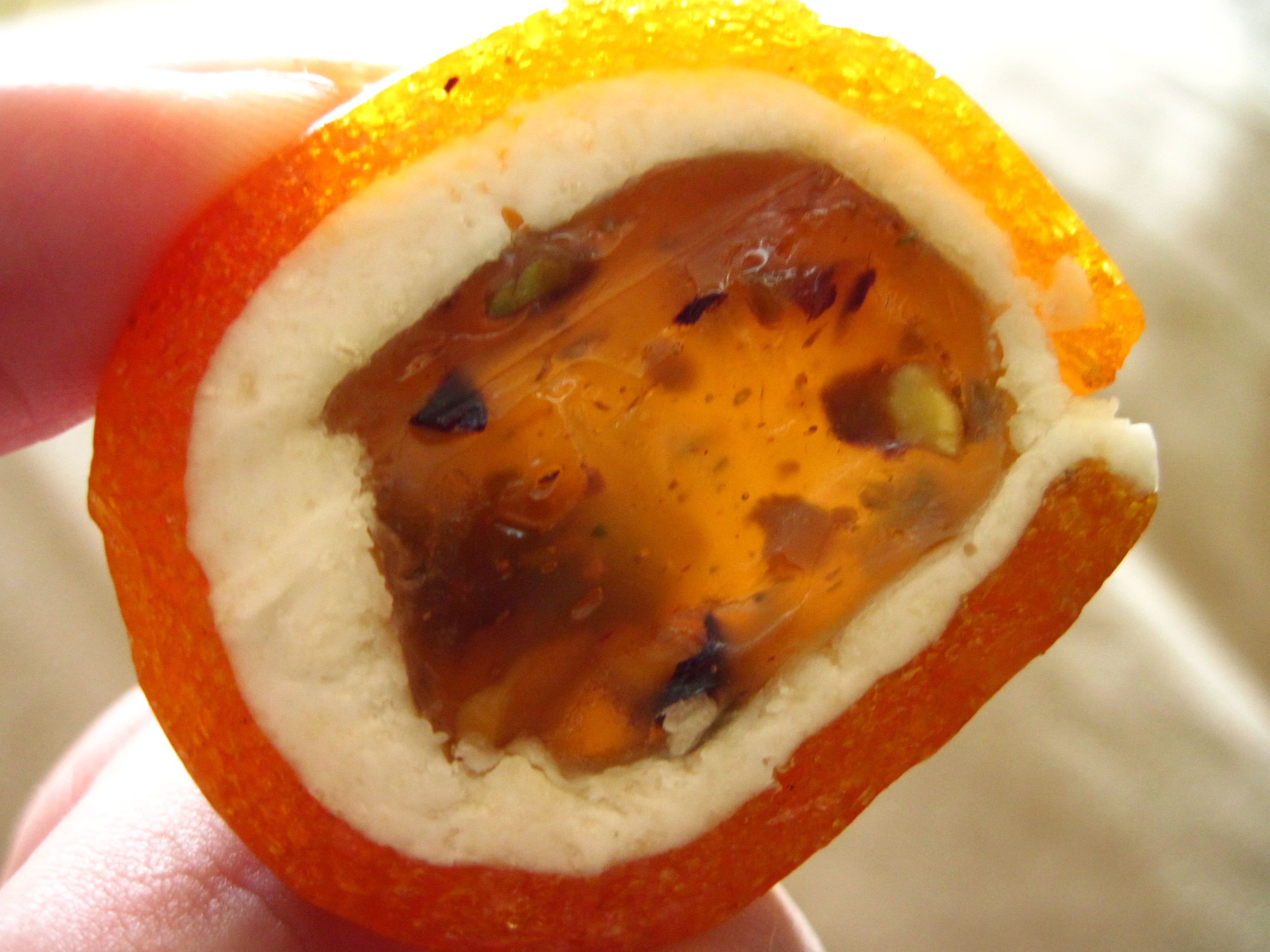
A variation on Turkish delight surrounded by layers of nougat and dried apricot

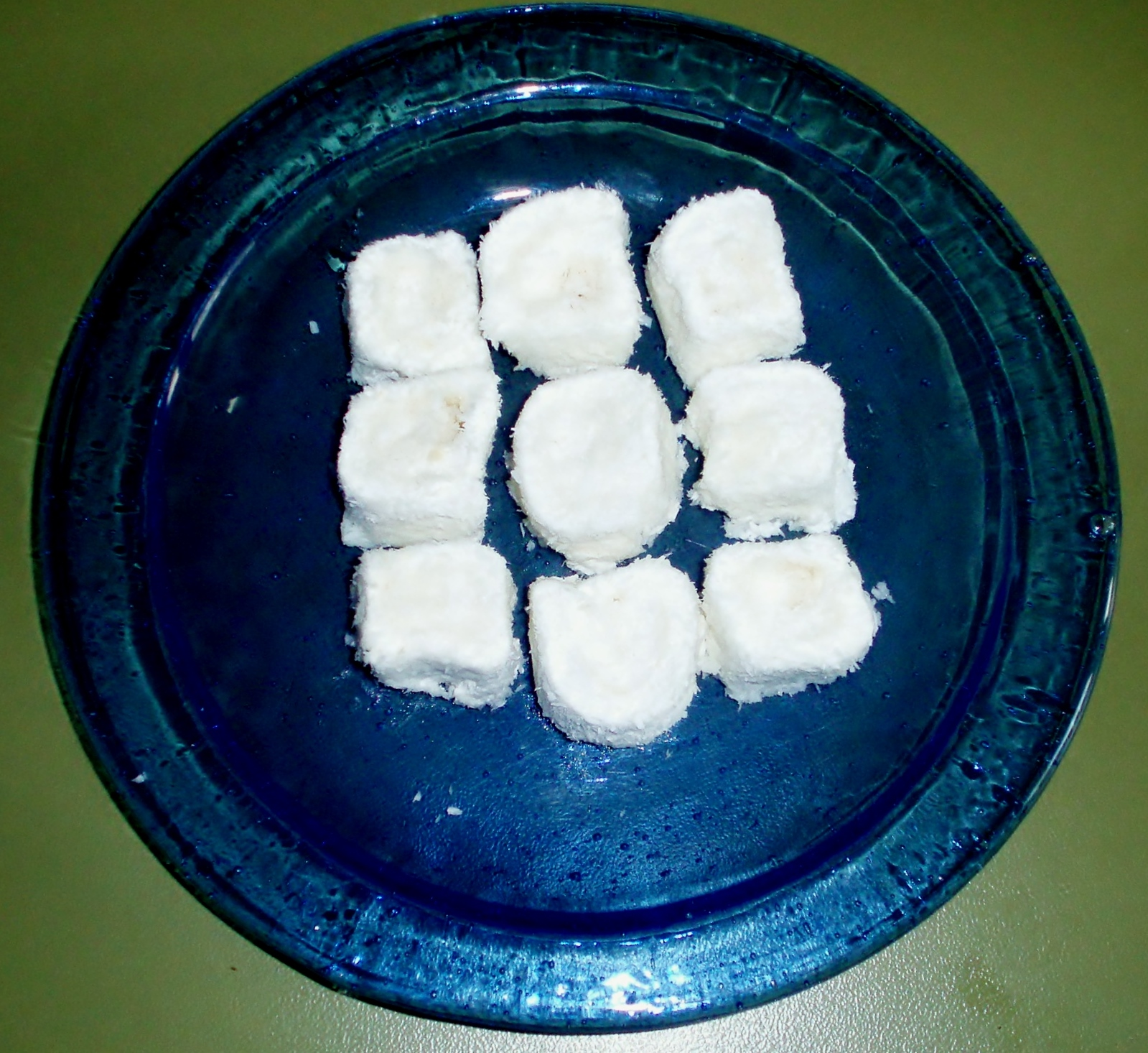
Kaymak lokum，含有奶油的土耳其軟糖，阿菲永卡拉希萨尔特产之一

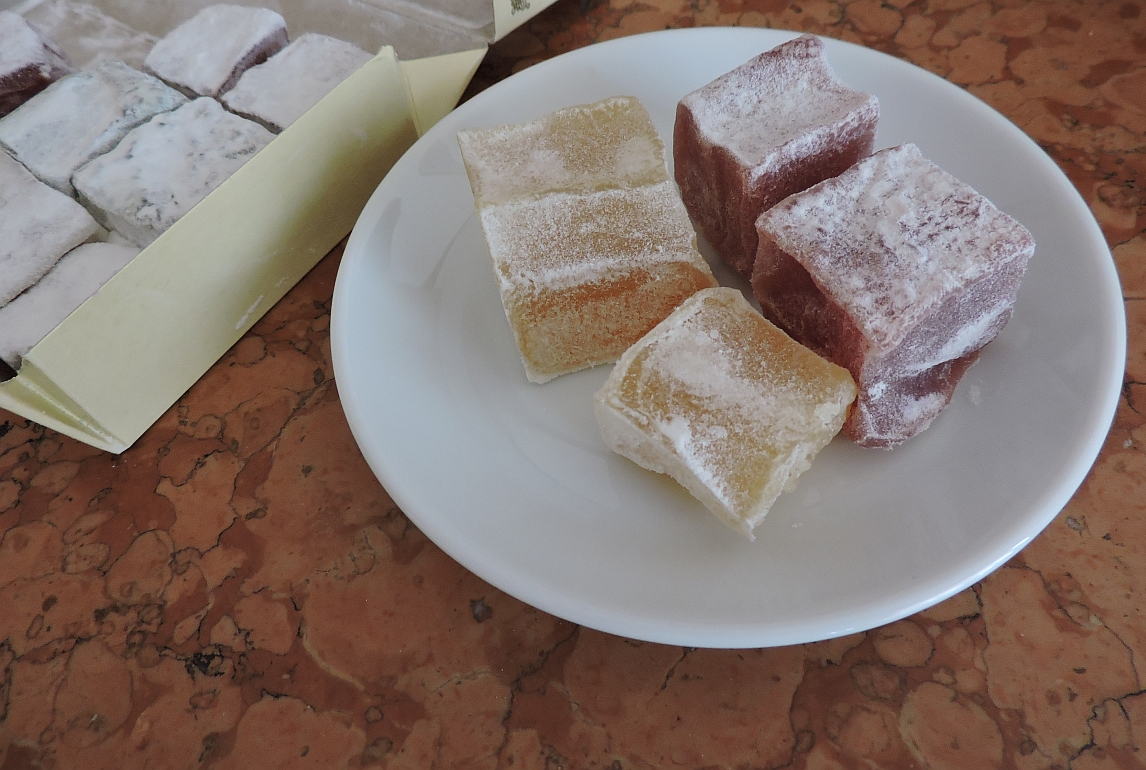
Fruit-flavoured rahat from Romania

土耳其軟糖确切的起源尚未查明；然而，土耳其语单词  来源于阿拉伯语 。在阿拉伯世界，土耳其軟糖被称为  ()，意味着“咽喉的舒适”。
根据  公司的陈述， 阿凡提，在朝觐后以  命名，从他的家乡卡斯塔莫努 搬家到君士坦丁堡，于1777年在  区开办了自己的糖果店。他生产出许多种糖果，后来还包括一种特有的、由淀粉和糖制成的软糖。这所家族企业已经由第五代接班人掌管，但依然使用着创办人的名字。
一位研究糖果的历史学家蒂姆·理查德森已经对常见的“  发明土耳其軟糖”观点表示怀疑。他写道：“特定的人名和日期经常错误地与某一种糖果的发明联系起来，不仅仅是出于商业原因。” 类似的阿拉伯与波斯食谱，包括淀粉和糖的使用，比 Bekir 早了几个世纪。Oxford Companion to Food则表明虽然 Bekir 常被认为发明了土耳其軟糖，并没有很可靠的证据证实这种说法。
土耳其軟糖常放在六边形盒子里售卖。

## 外部連結
- 土耳其軟糖食譜